# Prosopistomatidae
Prosopistomatidae es una familia de insectos del orden Ephemeroptera. Solo posee el género Prosopistoma Latreille, 1833.
La morfología de la larva es muy especial ya que el mesonoto cubre por completo el abdomen, dándole a la larva un aspecto de crustáceo con caparazón. No es sorprendente que Latreille lo describiera por primera vez como tal. Recién a principios del siglo XX se demostró que Prosopistoma pertenecía en la clase Insecta y el orden Ephemeroptera.
El género Prosopistoma comprende 18 especies distribuidas por todos los continentes excepto América.